# Болградська міська рада
Болгра́дська міська́ ра́да — орган місцевого самоврядування Болградської міської громади в Болградському районі Одеської області.

## Склад ради
Рада складається з 36 депутатів та голови.
- Голова ради: Корольов Сергій Володимирович
- Секретар ради: Ніколаєнко Віра Андріївна

### Керівний склад попередніх скликань
| Прізвище, ім'я, по батькові     | Основні відомості                                                                   | Дата обрання | Дата звільнення |
| ------------------------------- | ----------------------------------------------------------------------------------- | ------------ | --------------- |
| Качанов Володимир Харлампійович | Міський голова, 1960 року народження, безпартійний                                  | 26.03.2006   | 31.10.2010      |
| Корольов Сергій Володимирович   | Міський голова, 1972 року народження, освіта середня загальна, член Партії регіонів | 31.10.2010   |                 |

Примітка: таблиця складена за даними сайту Верховної Ради України

### Депутати
За результатами місцевих виборів 2010 року депутатами ради стали:

#### За суб'єктами висування
| Суб'єкт висування                                                          | Кількість обраних депутатів | %    |
| -------------------------------------------------------------------------- | --------------------------- | ---- |
| Партія регіонів                                                            | 26                          | 72,2 |
| Політична партія Всеукраїнське об'єднання «Батьківщина»                    | 3                           | 8,3  |
| Комуністична партія України                                                | 2                           | 5,6  |
| Партія Пенсіонерів України                                                 | 2                           | 5,6  |
| Народна партія                                                             | 1                           | 2,8  |
| Партія промисловців і підприємців України                                  | 1                           | 2,8  |
| Українська партія честі, боротьби з корупцією та організованою злочинністю | 1                           | 2,8  |